# Мауру Менезіс
Мауру Менезіс (порт. Мауру Менезіс; нар. 27 липня 1963) — колишній бразильський тенісист.
Найвищу одиночну позицію світового рейтингу — 184 місце досяг 15 січня 1990, парну — 62 місце — 22 травня 1989 року.
Здобув 1 парний титул.
Найвищим досягненням на турнірах Великого шолома було 2 коло в одиночному та парному розрядах.

## Фінали за кар'єру

### Парний розряд (1–4)
| Результат | W/L | Дата | Турнір              | Покриття | Партнер          | Суперники                     | Рахунок       |
| --------- | --- | ---- | ------------------- | -------- | ---------------- | ----------------------------- | ------------- |
| Поразка   | 0–1 | 1989 | Гуаружа, Бразилія   | Тверде   | Сезар Кіст       | Рікардо Асіолі Дасіу Кампус   | 6–7, 6–7      |
| Поразка   | 0–2 | 1989 | Рим, Італія         | Ґрунт    | Даніло Марселіно | Джим Кур'є Піт Сампрас        | 4–6, 3–6      |
| Перемога  | 1–2 | 1990 | Ітапарика, Бразилія | Тверде   | Фернандо Роезе   | Томас Карбонелл Маркос Горріс | 7–6, 7–5      |
| Поразка   | 1–3 | 1991 | Бразиліа, Бразилія  | Ґрунт    | Рікардо Асіолі   | Кент Кіннієр Роджер Сміт      | 4–6, 3–6      |
| Поразка   | 1–4 | 1992 | Масейо, Бразилія    | Тверде   | Рікардо Асіолі   | Габріель Маркус Джон Собел    | 4–6, 6–1, 5–7 |